# Сюзетт Гейден Елджін
Сюзетт Гейден Елджін (англ. Suzette Haden Elgin, нар. 18 листопада 1936, Джефферсон-Сіті,  Міссурі, США) — американська наукова фантастка та лінгвістка. Авторка феміністичної штучної мови лаадан.

## Біографія
Народилася 18 листопада 1936 року в Джефферсон-Сіті,  Міссурі, США. У 60 — ті навчалася у Каліфорнійському університеті в Сан-Дієго. Почала писати науково-фантастичні розповіді, щоб оплатити за навчання. Отримала науковий ступінь PhD з лінгвістики та стала першою студенткою університету, яка написала одразу дві дисертації (про англійську та навахо). Стала професором Каліфорнійському університеті в Сан-Дієго, де працювала аж до виходу на пенсію (1980 рік). Ба більше, керувала Центром вивчення мови. Разом із своїм другим чоловіком Джорджем Елджіном жила в Арканзасі. Матір чотирьох дітей. Померла 27 січня 2015 року.

## Творчість
Свою письменницьку діяльність розпочала 1969 року, опублікувавши повість «Заради грації» (англ. For the Sake of Grace). Сюзетт Гейден Елджін — прибічниця феміністичної наукової фантастики. Їй, зокрема, належать такі слова:
|  | Жінкам потрібно усвідомити, що наукова фантастика — єдиний літературний жанр, де письменниця може досліджувати те, як би виглядав світ, якщо позбутися [X], де [X] — будь-які численні факти реального світу, які обмежують та пригноблюють жінок. Жінкам слід цінити та плекати наукову фантастику.Оригінальний текст (англ.) Women need to realize that SF is the only genre of literature in which it's possible for a writer to explore the question of what this world would be like if you could get rid of [X], where [X] is filled in with any of the multitude of real world facts that constrain and oppress women. Women need to treasure and support science fiction |

.
Одною із найвідоміших книжкових серій письменниці є пенталогія про пригоди спецагента Кійота Джонса: «Коммуніпати» (1970), «Найвіддаленіша» (1971), «На сьомому рівні» (1972; доповнена версія «Заради грації»), «Зірка осіла, Зірка розгнівана» (1979) і «Там проходить інша сторона часу» (1986).
Для серії книг «Рідна мова» (англ. Native Tongue) письменниця створила феміністичну штучну мову лаадан, словник та граматика якої побачила світ 1985 року. Найвідомішими же книгами письменниці серед нехудожньої літератури є серія «Витончене мистецтво вербального самозахисту» (англ. Gentle Art of Verbal Self-Defense).
1978 року письменниця заснувала Асоціацію науково-фантастичної поезії (англ. Science Fiction Poetry Association).

### Фантастика

#### Серія про Кійота Джонса
- The Communipaths (1970) — «Коммуніпати»
- Furthest (1971) — «Найвіддаленіша»
- At the Seventh Level (1972) — «На сьомому рівні»
- Star-Anchored, Star-Angered (1979) — «Зірка осіла, Зірка розгнівана»
- Yonder Comes the Other End of Time (1986) — «Там проходить інша сторона часу»

#### Трилогія «Озарк» (1981)
- Twelve Fair Kingdoms — «Дванадцять справедливих королівств»
- The Grand Jubilee — «Великий Ювілей»
- And Then There'll Be Fireworks — «А тоді будуть феєрверки»

#### Серія «Рідна мова»
- Native Tongue — «Рідна мова»
- The Judas Rose (1987) — «Троянда Юди»
- Earthsong (1993) — «Пісня Землі»

#### Інше
- Peacetalk 101 (2003) — «Мирна розмова 101»

#### Оповідання
- «For the Sake of Grace» (1969) — «Заради грації»
- «Old Rocking Chair's Got Me» (1974) — «Старе крісло-качалка підловило мене»
- «Modulation in All Things» (1975) — «Модуляція у всіх речах»
- «Lest Levitation Come Upon Us» (1982) — «Щоб левітація нас не зачепила»
- «Magic Granny Says Don't Meddle» (1984) — «Чарівна бабуся каже не втручатися»
- «School Days» (1984) — «Шкільні дні»
- «Chico Lafleur Talks Funny» (1985) — «Чіко Лафлер смішно розмовляє»
- «Lo, How an Oak E'er Blooming» (1986) — «І раптом, як Дуб завжди цвіте»
- «Hush My Mouth» (1986) — «Помовчимо»
- «Tornado» (1989) — «Торнадо»
- «What the EPA Don't Know Won't Hurt Them» (1990) — «Як ЄПФ не знає, що їм нашкодить»
- «Only A Housewife» (1995) — «Всього лиш домогосподарка»
- «Soulfedge Rock» (1996)
- «Weather Bulletin» (1999) — «Прогноз погоди»
- «Honor Is Golden»(2003) — «Честь — золота»
- «We have always spoken Panglish» (2004) — «Ми завжди розмовляли Пенглійською»
- «What We Can See Now, Looking in the Glass» (2007) — «Що ми зараз бачимо, дивлячись на скло»

### Нехудожня література

#### Витончене мистецтво вербального самозахисту
- The Gentle Art of Verbal Self-Defense (1980) — «Витончене мистецтво вербального самозахисту»
- More on the Gentle Art of Verbal Self-Defense (1983) — «Більше про витончене мистецтво вербального самозахисту»
- The Gentle Art of Verbal Self-Defense Workbook (1987) — «Витончене мистецтво вербального самозахисту. Робочий зошит»
- The Last Word on the Gentle Art of Verbal Self-Defense (1987) — «Останні слова щодо витонченого мистецтва вербального самозахисту»
- Language in Emergency Medicine (1987) — «Мова у невідкладній медицині»
- Growing Civilized Kids in a Savage World (1989) — "Як це — рости цивілізованими дітьми у дикунському світі "
- The Gentle Art of Verbal Self-Defense for Business Success (1989) — «Витончене мистецтво вербального самозахисту для успішного бізнесу»
- Success with the Art of Verbal Self-Defense (1989) — «Успіх з мистецтвом вербального самозахисту»
- Staying Well with the Gentle Art of Verbal Self-Defense (1990) — «Почувати себе добре разом із витонченим мистецтвом вербального самозахисту»
- GenderSpeak (1993) — «Гендер говорить»
- The Gentle Art of Written Self-Defense (1993) — «Витончене мистецтво письмового самозахисту»
- The Gentle Art of Written Self-Defense Letter Book (1993) — «Витончене мистецтво письмового самозахисту. Зшивач для листів»
- Language in Law Enforcement (1993) — "Мова у правозастосуванні "
- Linguistics & Science Fiction Sampler (1994) — «Приклад лінгвістики та наукової фантастики»
- BusinessSpeak (1995) — «Бізнес говорить»
- «You Can't Say That To Me!» (1995) — «Ти не можеш так зі мною розмовляти!»
- The Gentle Art of Communicating with Kids (1996) — «Витончене мистецтво розмови з дітьми»
- How to Disagree Without Being Disagreeable (1997) — «Як не погоджуватись не показуючи цього»
- How to Turn the Other Cheek and Still Survive in Today's World (1997) — «Як підставити іншу щоку та все ж вижити у сьогоднішньому світі»
- The Gentle Art of Verbal Self-Defense at Work (2000) — «Витончене мистецтво вербального самозахисту на роботі»
- The Gentle Art of Verbal Self-Defense: Revised and Updated (2009) — «Витончене мистецтво вербального самозахисту: Виправлене та доповнене»